# 太倉號驅逐艦
太倉號護航驅逐艦（舷號：DE-24）是中華民國海軍的一艘太字號驅逐艦，前身是美國海軍的坎農級護航驅逐艦波斯威克號（USS Bostwick (DE-103)）。

## 艦歷
Bostwick於1943年2月6日由Dravo公司在特拉華州威爾明頓奠基；1943年8月30日下水；由 Fred D. Pierce 夫人擲瓶；並於1943年12月1日服役。

### 美國海軍
繼1943 年 12 月下旬至 1944 年 1 月初在百慕達附近進行試航訓練後加入大西洋艦隊，作為訓練艦，培訓仍在建造中的驅逐艦未來船員。
2月15日，波斯威克號與托馬斯號、布朗斯坦號、布里曼號和科里號一起參加反潛巡邏，帶領參與的軍艦一路穿越大西洋到達摩洛哥卡薩布蘭卡。這些艦艇圍繞著布洛克島建造，並被指定為第 21.16 特遣隊（TG 21.16），在北大西洋 U 型潛艇出沒的水域中充當獵殺小組。
2 月 29 日晚，布朗斯坦號透過雷達與一艘未知船隻取得聯繫。波斯威克號和托馬斯號與她一起攻擊目標，信號彈顯示目標是一艘浮出水面的德國潛艇U-709。布朗斯坦號用她的艦炮開火，但潛艇成功潛入水中。三艘護航驅逐艦跟踪了這艘潛艇，向她預計的位置發射了大量深水炸彈。0324 點，托馬斯號投下一系列炸藥，引發了巨大的水下爆炸，這是U-709聽到的最後聲音。
TG 21.16 於 3 月 8 日駛入卡薩布蘭卡進行休息和加油，但僅三天後就再次出發，恢復巡邏。波斯威克號於3月31日返回美國，為護航船隊跨大西洋航行做準備。船隊順利航行，於 5 月 4 日抵達突尼斯比塞大。波斯威克號於5月11日隨返航車隊出發，於30日 安全抵達紐約。
接下來的幾週，護航驅逐艦在緬因州卡斯科灣進行了複習訓練。6 月 25 日，她與卡德一起在大西洋和西印度群島進行另一次獵殺巡邏。該小組的第一個任務是調查據報導位於紐芬蘭以南的一艘潛水艇。7 月 5 日，托馬斯號撞上了U-233，擊沉了潛艇，TG 22.10 返回馬薩諸塞州波士頓，運送囚犯並進行修理。獵殺小組10日再次離開波士頓，前往西印度群島搜尋一艘曾在該地區擊沉多艘船隻的潛水艇。7 月 16 日，一架飛機與該組織進行了 60 英里的接觸後，波斯威克號與布朗斯坦號一起徹夜搜尋潛艇。然而，這項努力是徒勞的，兩艘護航驅逐艦於 7 月 18 日在聖胡安重新加入了 TG 22.10。Bostwick於 8 月 25 日返回紐約，為期 10 天。
9月，該艦駛往卡斯科灣進行複習訓練，然後在TG 22.2與卡德匯合，在百慕達附近進行了為期三天的空中和水下訓練。軍艦於25日返回狩獵。在亞速爾群島以北前往卡薩布蘭卡的途中，波斯威克號對一艘潛水艇發動了攻擊，但沒有觀察到明確的擊殺跡象。TG 22.2 於 10 月 25 日至 26 日在卡薩布蘭卡港停留，然後返回紐約，並於 11 月 5 日抵達那裡。
在紐約海軍造船廠急需的可用資源後，波斯威克號與卡德號一起返回海上，在百慕達海域執行巡邏任務。TG 22.2 花了一個多月的時間進行訓練，以應對德國潛艇的侵略性進攻。一行人於除夕夜返回紐約。
1945 年 1 月早些時候，波斯威克號前往納拉甘西特灣。驅逐艦護航艦於 1 月 22 日返回紐約，並接到命令在 TG 22.4 中與核心號會合，進行更多的獵殺活動。2 月 16 日，波斯威克號在冰島以南 600 英里的海上與任務小組會面。該編隊由12艘護航驅逐艦和一艘護航航空母艦組成，形成了一條長達90英里的偵察線。TG 22.4 在搜尋敵方氣象報告潛艇的過程中一無所獲，很快發現自己處於颶風之中。22日，隨著風力減弱，山海平息，但護航艦在到達港口加油之前再次面臨海平面上升的情況。波斯威克號於 2 月 25 日晚間進入冰島Hvalfjordür 。三天后，TG 22.4 再次出發，追蹤據報導向西駛向佛蘭德角的幾艘德國潛艇。雖然天氣有所好轉，但海浪依然洶湧，並繼續襲擊 TG 22.4。3 月 14 日， 波斯威克號將他們的任務移交給 TG 22.13。
護航驅逐艦於 3 月 17 日抵達紐約，進行為期五天的航行維修，之後返回卡德的飛機護航任務。4月14日，波斯威克號護航分隊接獲命令，在切薩皮克灣口外搜尋一艘潛艦。該師分為北部和南部兩個小組，偵察海上航線。4 月 29 日，當納奇茲看到一艘潛水艇的通氣管時，北方團體與一艘潛水艇取得了聯繫。波斯威克號、托馬斯號和科夫曼號與納奇茲號一起投擲深水炸彈，直到大量碎片、大量浮油和巨大的水下爆炸表明U-879被毀。
波斯威克號在紐約慶祝了勝利日，然後飛往英國新倫敦，後來前往羅德島州昆塞特角接受訓練並參加飛機警衛以獲得飛行員資格。7月中旬，護航驅逐艦返回紐約，參加海軍工業激勵計畫中為期三天的民用觀察員示範巡航。波斯威克號重返使命灣和克羅坦的飛機警衛任務，但紐約海軍造船廠預定的9 月 24 日至 10 月 15 日期間的可用任務結束了這項任務。十月底，波斯威克號在紐約參加海軍日活動。
波斯威克號收到了停用命令，並於11月15日駛向佛羅里達州格林科夫斯普林斯。波斯威克號於 1946 年 4 月 30 日退役，與大西洋預備艦隊綠灣泉群一起停泊在聖約翰河。

### 中華民國海軍
民國37年9月21日，赴美接收太和艦及本艦的官兵登上美國運輸艦由青島啟程。
抵達舊金山後，改乘火車到弗吉尼亞州的諾福克海軍基地。並花了50多天修理完成交接。接著由美軍基地派人進行一個月的訓練指導。
民國37年12月26日，中美雙方在諾福克海軍基地的碼頭上，舉行了太和艦及本艦的正式交接艦儀式。民國38年1月11日，兩艦啟程回國。3月22日連同太和艦抵達左營。首任艦長為孫甦海軍中校，副長為段允麟海軍少校。
民國38年12月4日本艦在海南島接運華中軍攻長官白崇禧上將，率領中程軍艦，海碩砲艇及差 9 號砲艇與商船若干艘，航抵東京灣海面，白崇禧上將主持海上撤運事宜。
民國39年1月15日本艦駐防海口，擔任海軍第三艦隊司令王恩華海軍代將的座艦。
民國39年4月17日本艦在內伶仃島海面攻擊乘小型登陸艇逕向內伶仃島的中共第44軍第130師第390團的一部。
大陳島撤退中，本艦與其他艦艇組成警衛支隊，同級艦由陳慶堃上校負責指揮。
民國40年2月13日，在蔣中正總統的命令下，本艦和太平、太昭艦在與那國島東方海域攔截挪威籍貨輪海后號。船上物資以「匪幫贓物」的名義沒收。
民國42年10月3日下午，海軍總部接到總統府武官來電，有一艘波蘭油輪柏拉薩號。當天0700時位在東經118度8分、北緯17度2分，以10節速度航向050。當天2100時，本艦和丹陽艦即刻自左營出航，向台灣東南的公海洋面進行搜索未果後兩艦持續向北搜索。
10月4日1620時，空軍於巴士海峽發現該輪行蹤，丹陽艦先追捕到柏拉薩，接著本艦也趕到現場。海軍隨即登船檢查並控制了機艙、駕駛台與電訊室，並於隔天押解回高雄港。船隻交由海軍使用，改名為「賀蘭」。
民國43年5月11日，總統府以電話要求海軍總部截捕波蘭籍貨輪「高德瓦」。當天夜裡丹陽艦自基隆出航，本艦自左營出航，而太湖艦則於接電前已駛出基隆，三艘船向台灣東方海面分頭搜索。兩天後的下午，太湖艦發現了高德瓦號，並派出官兵30餘人登檢。民國44年3月16日，該輪作為運輸艦編入海軍，改名「天竺」。
民國44年2月18日，黎玉璽少將親率本艦、太湖艦及太康、太昭艦於台山列島海域阻擊解放軍炮艇、戰車登陸艇，為台山列島海戰。
民國45年，連同太和艦組成立威部隊，威力偵巡南沙群島。
民國54年5月1日，在東引海戰時增援被攻擊的東江號巡邏艦。
本艦於多年後因為艦體結構及大部分機件老舊不堪使用，也因武器裝備不符合現代戰爭需求，於民國62年1月1日退役。